# Gausel (przystanek kolejowy)
Gausel – kolejowy przystanek osobowy w Gausel, w regionie Rogaland w Norwegii, jest oddalony od Stavanger o 9,0 km a od Oslo Sentralstasjon o 589,75 km. 

## Ruch pasażerski
Należy do linii Sørlandsbanen. Jest elementem Jærbanen - kolei aglomeracyjnej w Stavanger i obsługuje lokalny ruch między Stavanger, Nærbø i Egersund. Pociągi odjeżdżają co pół godziny do Nærbø i co godzinę do Egersund. 

## Obsługa pasażerów
Wiata, automat biletowy, parking na 50 miejsc, parking rowerowy, przystanek autobusowy (30 m). Odprawa podróżnych odbywa się w pociągu.